# Ватрогасац Сем
Ватрогасац Сем (вел. Sam Tân; енгл. Fireman Sam) је британска анимирана дечја телевизијска серија о ватрогасцу по имену Сем (велш./енгл. Sam), његовим колегама ватрогасцима и другим становницима измишљеног сеоског села Понтипанди (велш./енгл. Pontypandy; портманто два права града, Понтиприда и Тонипандија). Оригинална идеја за емисију потекла је од двојице бивших ватрогасаца из Лондона, Енглеска, који су своју идеју однели уметнику и писцу Робу Лију који је развио концепт, а емисија је наручена.
Ватрогасац Сем се први пут појавио на S4C 1. новембра 1987, а неколико недеља касније на BBC 1 17. новембра. Оригинална серија је завршена 1994. године, а нова серија која је проширила глумачку поставу почела је 2003. Серија је такође приказана као Sam Smalaidh на шкотском гелском језику у Шкотској. Серија је продата у преко 40 земаља и коришћена је широм Уједињеног Краљевства за промовисање пожарне безбедности.
Тематску песму је изводио Мал Поуп у класичном рок стилу од 1987. до 1994. године, а затим други певач, Камерон Стјуарт, у алтернативном рок стилу из 2000-их од када је нова епизода емитована 2003. године.